# گاندی‌نگر
گاندی‌نگر یا گندی‌نگر مرکز ایالت گجرات در کشور هندوستان است. این شهر در شرق ایالت واقع شده و از طریق اتوبان به احمدآباد پرجمعیت‌ترین شهر و مرکز قبلی ایالت گجرات متصل است.